# Euastrum denticulatum
Euastrum denticulatum là một loài Song tinh tảo trong họ Desmidiaceae, thuộc chi Euastrum.